# مايا (رئيس الخزانة)
مايا كان شخصية مهمة في عهد الفراعنة توت عنخ آمون وآي وحورمحب من الأسرة الثامنة عشرة في مصر القديمة. تشمل ألقاب مايا: المشرف على الأعمال في مكان الحق (دير المدينة)، والمشرف على الخزانة، ورئيس مهرجان آمون في الكرنك. وقد بنى مايا في سقارة في الفترة ما بين 1330 و1310 ق.م، مقبرة صغيرة رائعة له ولزوجته ميريت. وهي مقبرة بزخارف ورسومات ذات جودة أكثر من استثنائية.

## عائلة

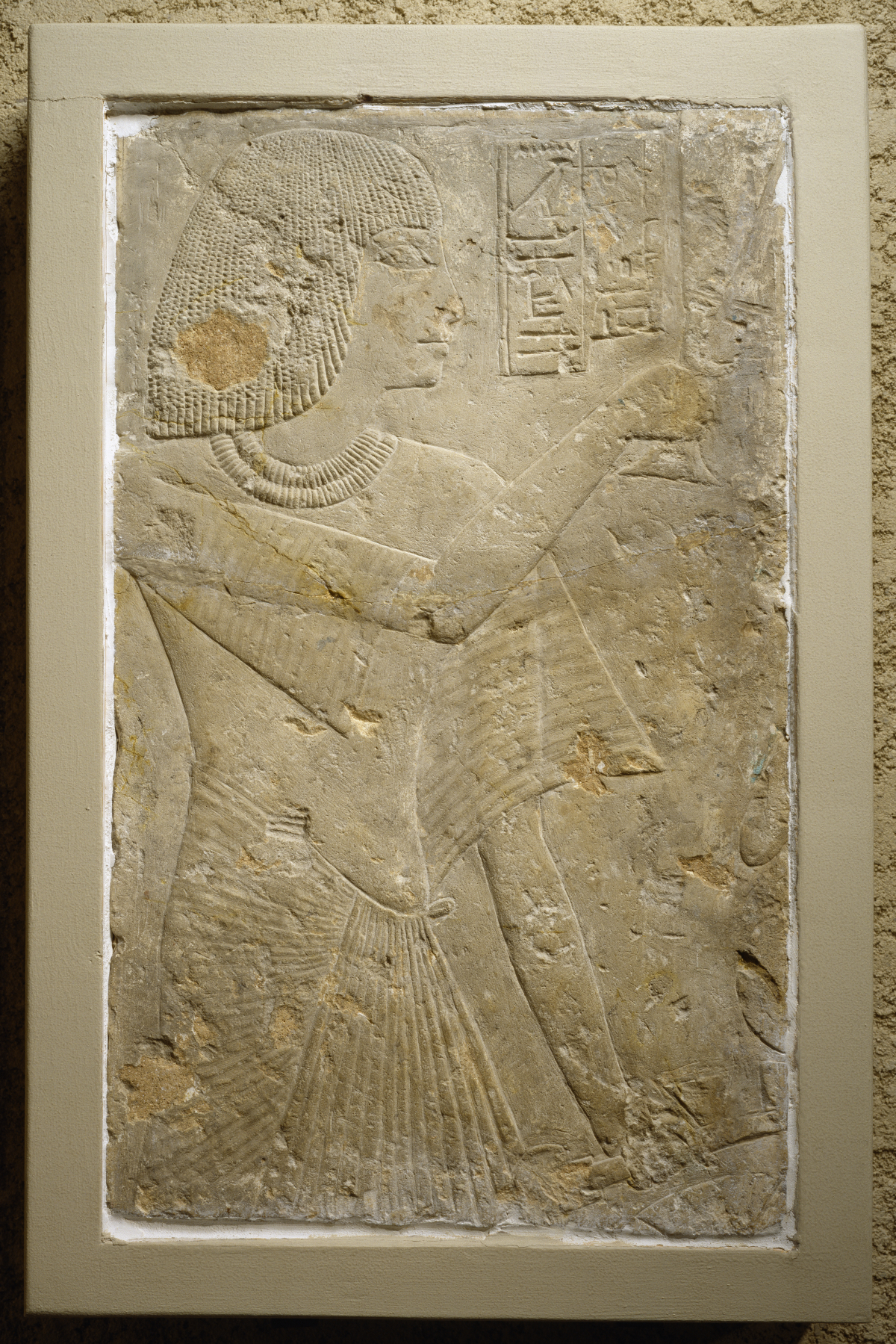
لوحة يظهر فيها شقيق مايا، ناهو حير

اسم والد مايا كان إيوي ويشار إليه بـ "صاحب المقام الرفيع" في مقبرة مايا، وكان والده متزوج من ويريت وحنوتيونو، كانت ويريت هي والدته البيولوجية، لكنها ماتت وهي صغيرة، لذا يُعتقد أن حنوتيونو هي من ربته. وكان لديه ثلاثة أخوه وهم نخت الذي يحمل لقب "الكاتب الملكي لخزانة سيد الأرضين" وبارينيفر الذي يحمل ألقاب "المشرف على رماة السهام" و"المشرف على الخيول"، وناهو حير الذي كان كاتبًا ملكيًا، ويظهر في عدة مشاهد في مقبرة مايا وميريت. كان مايا متزوجًا من ميريت التي كانت مغنية لآمون  وأنجبا إبنتين مايا-مينتي وتجاو أون مايا.

## المهنة
ربما نشأ مايا في البلاط الملكي لأمنحتب الثالث. بداية مسيرته كانت في زمن أخناتون، ربما يكون مايا هو نفسه أحد رجال حاشية أخناتون، وهو شخص رفيع المستوى، وله وظائف وألقاب مهمة، وكان يُطلق عليه "ماي" وامتلك مقبرة رقم 14 في تل العمرانة
ومع ذلك، فقد اشتهر مايا منذ عهد توت عنخ آمون. بصفته المشرف على الكنوز وخزينة الدولة، كان أيضًا مسؤولًا مهمًا وقد اشتهر بترميم مدافن العديد من الفراعنة السابقين في المقبرة الملكية في السنوات التي أعقبت وفاة توت عنخ آمون وآي. ومن المحتمل أنه ترك بنفسه نصًا مكتوبًا بخط اليد في مقبرة تحتمس الرابع يفيد بتكليفه بترميم مقبرة هذا الملك. كما ساعد مايا في استعادة الطوائف التقليدية، واستعادة المعابد بعد انتهاء عهد اخناتون.
ساهم مايا بأوشبتي في المعدات الجنائزية للملك توت عنخ آمون. كما قدم للملك تمثال له على هيئة الإله أوزوريس. تم تسجيل كلا العنصرين على أن مايا هو المتبرع بالتماثيل.
ومن المعروف أن مايا عاش حتى العام الثامن على الأقل من حكم حورمحب عندما يذكر أحد النقوش أنه كان مكلفًا بتحصيل الضرائب للبلاد بأكملها وتنظيم القرابين للآلهة. وقد تم تصويره أيضًا في مقبرة رقم 55 بطيبة، مقبرة الأب الإلهي لآمون المسمى نفرحوتب. تم تصوير مايا بين الملك حورمحب والوزراء مما يدل على علاقته الوثيقة بالملك.

## المقبرة
تم التنقيب جزئيًا في مقبرة مايا في سقارة في البداية في عام 1843 على يد عالم الآثار كارل ريتشارد ليبسيوس، وتم تسجيل نقوشها الرائعة في رسومات تخطيطية وتم إحضار بعضها إلى برلين. ولكن مع مرور الوقت، أصبح القبر مغطى بالرمال، وفُقد موقعه. في عام 1975، بدأت بعثة مشتركة لعلماء الآثار من جمعية استكشاف مصر في لندن ومتحف المتحف الوطني للآثار بهولندا السعي لإعادة اكتشاف المقبرة، وفي 6 فبراير 1986 نجحوا أخيرًا. في هذا التاريخ، اكتشف البروفيسور جيفري مارتن والدكتور جاكوبوس فان ديك غرفة الدفن الخاصة بمقبرة مايا في سقارة على عمق حوالي 18 مترًا (60 قدمًا) تحت السطح، وقال مارتن:
أشار أول موسم كامل لتنقيب عن مقبرة مايا في أوائل عام 1987 إلى أن مقبرته هي "نسخة أصغر قليلاً ومختصرة من مقبرة حورمحب في سقارة". كانت غرف الدفن تحت الأرض مرصوفة بالحجر الجيري ومزينة بنقوش تظهر مايا وزوجته أمام الآلهة.ووُجد في المقبرة تمثالي لمايا و ميريت وتم عرضهما في المتحف الوطني للآثار في لايدن بهولندا منذ عام 1823. ومؤخرًا، تم إعارة التمثالين إلى المتحف المدني الأثري في بولونيا اعتبارًا من 17 أكتوبر 2015. إلى 17 يوليو 2016.

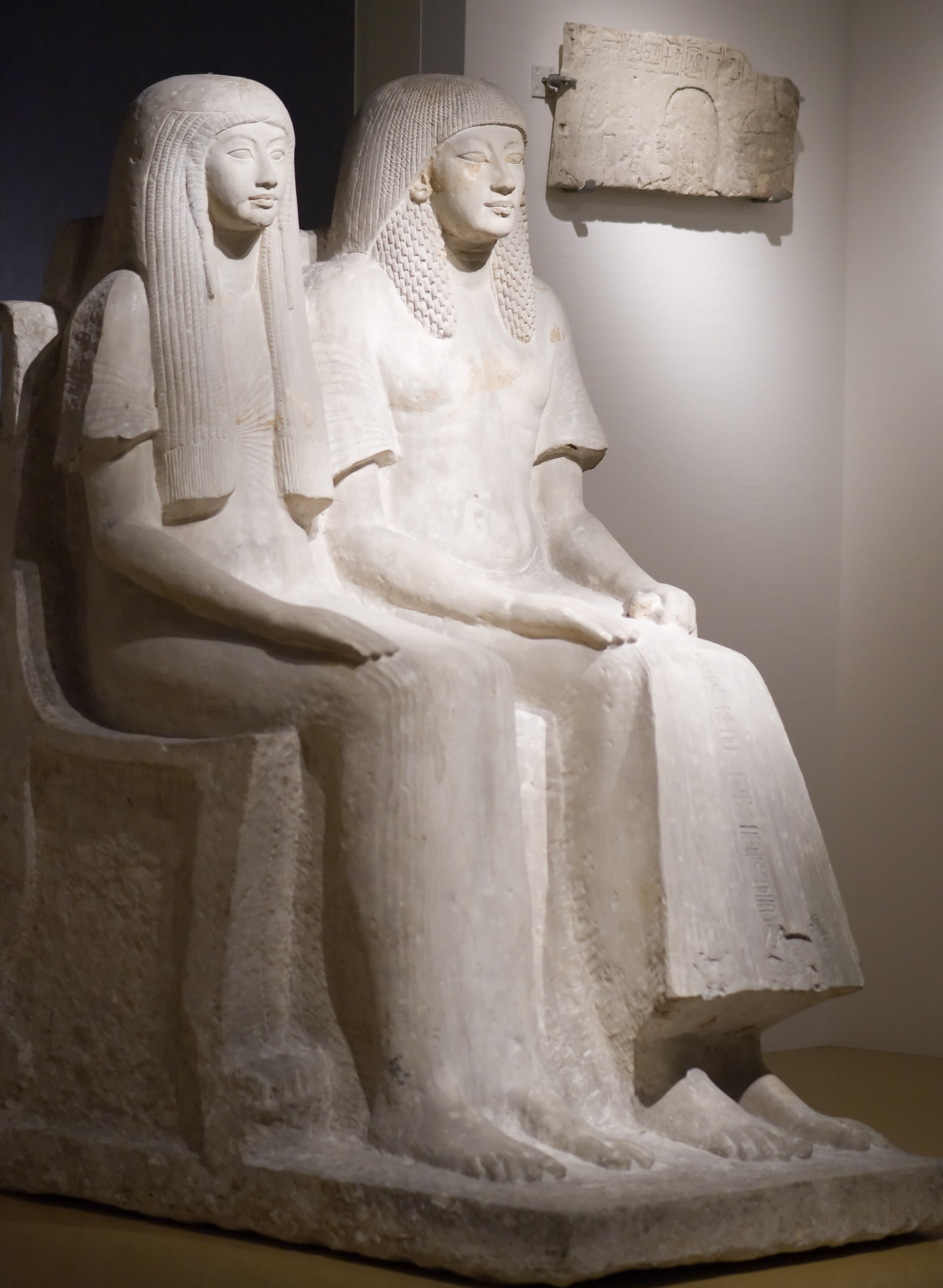
تمثال مزدوج لمايا وزوجته ميريت الآن في المتحف الوطني للآثار، هولندا.

## وصلات خارجية
- مقبرة مايا وميريت (بالإنجليزية) للتفاصيل عن المقبرة